# Uncensored 1998
Uncensored 1998 fu un pay-per-view organizzato dalla federazione di wrestling World Championship Wrestling (WCW); si svolse il 15 marzo 1998 presso il Mobile Civic Center di Mobile, Alabama, Stati Uniti.

## Descrizione
Nel primo match, Booker T sconfisse Eddie Guerrero. Dopo la sconfitta, Eddie accusò suo nipote Chavo Guerrero Jr. di essere dalla parte di Booker T, quindi lo attaccò alle spalle, mentre camminava lungo il corridoio.
Nell'incontro successivo Juventud Guerrera sconfisse Konnan. Durante il match, i membri della stable Raven's Flock si mostrarono a bordo ring.
Chris Jericho difese il titolo WCW Cruiserweight Championship contro Dean Malenko, vincendo per sottomissione. Dopo il match Gene Okerlund intervistò Malenko. Okerlund fece notare a Malenko che questa era la sua quarta sconfitta di fila in un ppv, e gli chiese dove sarebbe andato adesso. Malenko rispose: «A casa».
Lex Luger sconfisse Scott Steiner in un match durato meno di quattro minuti.
In un triple threat match con in palio il WCW United States Heavyweight Championship, Diamond Dallas Page mantenne la cintura sconfiggendo Raven e Chris Benoit. Benoit sdraiò Page su un tavolo al centro del ring, con l'intenzione di scaraventare Raven su Page. Tuttavia Page buttò fuori dal ring Benoit e poi colpì Raven con la sua mossa finale Diamond Cutter facendolo passare attraverso il tavolo.
Nel match successivo The Giant lottò contro Kevin Nash. Nash fu squalificato dopo che Brian Adams colpì The Giant alla schiena con una mazza da baseball.
Bret Hart sconfisse Curt Hennig facendolo cedere per dolore con la sua presa di sottomissione Sharpshooter.
Il penultimo match fu quello valido per il titolo WCW World Heavyweight Championship. Sting sconfisse Scott Hall per schienamento dopo aver colpito l'avversario con lo Scorpion Death Drop.
Durante il main event, lo Steel Cage Match tra Hollywood Hogan e Randy Savage, The Disciple interferì, mandando ko l'arbitro e fermando l'assalto di Savage ai danni di Hogan. Quindi Savage aggredì Sting, il quale era intervenuto in suo favore, e sputò su Hogan prima di lasciare il ring.

## Risultati
| # | Incontri                                                                       | Stipulazioni                                                          | Durata |
| - | ------------------------------------------------------------------------------ | --------------------------------------------------------------------- | ------ |
| 1 | Booker T (c) ha sconfitto Eddie Guerrero (con Chavo Guerrero Jr.)              | Single match per il WCW World Television Championship                 | 11:08  |
| 2 | Juventud Guerrera ha sconfitto Konan                                           | Single match                                                          | 10:21  |
| 3 | Chris Jericho (c) ha sconfitto Dean Malenko per sottomissione                  | Single match per il WCW Cruiserweight Championship                    | 14:42  |
| 4 | Lex Luger ha sconfitto Scott Steiner                                           | Single match                                                          | 03:53  |
| 5 | Diamond Dallas Page (c) ha sconfitto Raven e Chris Benoit                      | Triple threat match per il WCW United States Heavyweight Championship | 15:53  |
| 6 | The Giant ha sconfitto Kevin Nash per squalifica                               | Single match                                                          | 06:36  |
| 7 | Bret Hart ha sconfitto Curt Hennig (con Rick Rude) per sottomissione           | Single match                                                          | 13:51  |
| 8 | Sting (c) ha sconfitto Scott Hall (con Dusty Rhodes)                           | Single match per il WCW World Heavyweight Championship                | 08:28  |
| 9 | Hollywood Hogan vs. Randy Savage (con Miss Elizabeth) termina in un no contest | Steel cage match                                                      | 15:20  |

Altre personalità presenti
| Ruolo          | Nome:                |
| -------------- | -------------------- |
| Commentatori   | Bobby Heenan         |
| Commentatori   | Tony Schiavone       |
| Commentatori   | Mike Tenay           |
| Arbitro        | Nick Patrick         |
| Intervistatore | "Mean" Gene Okerlund |
| Annunciatore   | David Penzer         |